# A Knight of the Seven Kingdoms
"A Knight of the Seven Kingdoms" é o segundo episódio da oitava temporada da série de televisão de fantasia da HBO, Game of Thrones, e o 69º em geral. Foi escrito por Bryan Cogman e dirigido por David Nutter. Foi exibido em 21 de abril de 2019. 
O episódio inteiro decorre em Winterfell e é dedicado à preparação para a batalha entre os vivos e os mortos. O nome do episódio é uma referência ao título conferido a Brienne de Tarth após Jaime a nomear cavaleiro e, também, à coleção de histórias homônimas de George R. R. Martin, autor da série literária A Song of Ice and Fire na qual se baseia a série.

## Enredo

### Em Winterfell
Jaime é levado ao tribunal do norte. Daenerys e Sansa contemplam o destino de Jaime, que defende suas ações como estando ao serviço da Casa Lannister e revela que Cersei estava mentindo sobre o envio de seu exército. Brienne atesta por Jaime e Sansa confiando no julgamento de Brienne e Jon confiando em Sansa leva a que Jaime possa lutar com eles. Jaime fala com Bran no Bosque Sagrado e pede desculpas por tentar matá-lo, mas Bran não tem raiva de Jaime. Enquanto isso, Daenerys está furiosa com Tyrion por este não enxergar as mentiras de Cersei e ameaça encontrar uma nova Mão. Jorah fala com Daenerys em particular, admitindo que ele estava com o coração partido quando ela escolheu Tyrion como sua Mão, mas acredita que ela fez a escolha certa. 
Arya fala com Gendry na forja e pergunta-lhe sobre os Caminhantes Brancos e quando Gendry parece relutante sobre a luta de Arya, ela o impressiona com sua destreza. Sansa e Daenerys aliviam a tensão entre elas por seu afeto mútuo a Jon, mas Daenerys não tem resposta quando Sansa pergunta o que acontecerá ao Norte quando Daenerys conquistar o Trono de Ferro. Elas são interrompidos pelo retorno de Theon, que declara que deseja lutar pelos Starks. Tormund, Beric e Edd chegam a Winterfell e dizem a Jon que o exército dos mortos chegará antes do amanhecer do dia seguinte. 
No Conselho de Guerra, Bran convence a todos a deixá-lo ser a isca no Bosque Sagrado para atrair o Rei da Noite, que havia marcado Bran, e Theon, que concorda em defendê-lo com os homens das Ilhas de Ferro. Tyrion deseja lutar também, mas Daenerys diz-lhe que sua sabedoria é muito útil para arriscar em batalha, e ordena que ele fique na cripta. Missandei, desconfortável entre os nortenhos, sugere a Gray Worm que eles vão para sua terra natal, Naath, depois da guerra, com os Imaculados para defender as pessoas pacíficas de Naath. Jon, Sam e Edd relembram sobre seu tempo juntos na Patrulha da Noite. Jon diz a Sam para ficar na cripta com Gilly e o Pequeno Sam, mas Sam insiste que ele deve lutar ao lado dos outros como ele havia matado um caminhante Branco antes. Arya pergunta a Gendry por que Melisandre o queria, e Gendry conta como ela fingiu seduzi-lo para sugar seu sangue real. Arya, ainda virgem, decide perder a virgindade com Gendry ante a possibilidade de morrer. 
Tyrion, Jaime, Brienne, Podrick, Davos e Tormund se reúnem no salão de encontros para beber antes da batalha. A conversa se volta para por que mulheres como Brienne não podem ser nomeadas com o título de cavaleiro, e Jaime então decide nomear Brienne que fica emotiva. 
Sam dá sua espada valiriana Veneno de Coração a Jorah, em gratidão pela influência que o pai de Jorah Jeor teve sobre ele. No salão, enquanto todos se preparam para o que está por vir, Podrick recita a canção "Jenny of Oldstones". 
Daenerys visita Jon nas criptas, onde Jon está em frente à estátua de Lyanna Stark. Jon revela o que Sam e Bran lhe disseram sobre seu parentesco, e Daenerys percebe que isso faz dele o verdadeiro herdeiro da Casa Targaryen. Eles são interrompidos por explosões que sinalizam a aproximação dos Caminhantes Brancos. O episódio termina com Tyrion observando das ameias enquanto o exército dos vivos se reúne para a batalha, e os Caminhantes Brancos e seu Exército dos Mortos aparecem. 

## Produção

### Roteiro
O episódio foi escrito pelo "veterano da série", Bryan Cogman. Este foi seu último roteiro na série em geral.

### Filmagens
O episódio foi dirigido por David Nutter.

## Recepção

### Audiência
"A Knight of the Seven Kingdoms" teve uma audiência na televisão de 10.29 milhões de telespectadores.

### Recepção da crítica
O episódio tem uma classificação de 88% no site agregador de revisão Rotten Tomatoes baseado em 88 comentários, com uma classificação média de 8,29/10. O consenso dos críticos do site afirma: "O que 'A Knight of the Seven Kingdoms' não tem em dinâmica narrativa mais à frente compensa em analepses enigmáticas, momentos íntimos e a promessa de uma batalha iminente – embora alguns fãs possam encontrar sua paciência testada. As coisas que fazemos por amor".